# الأوبرا في أذربيجان

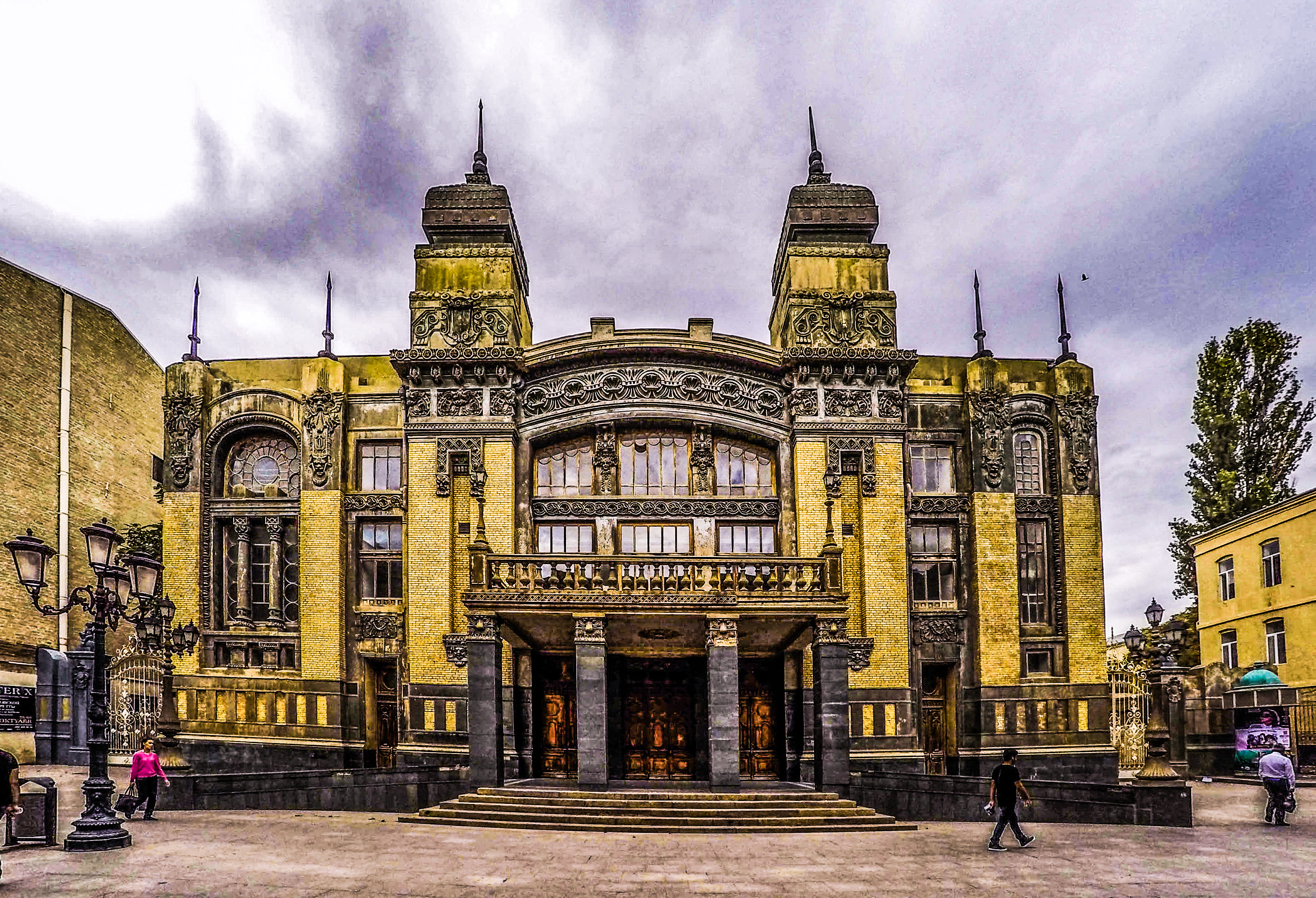
مسرح أكاديمية دولة أذربيجان للأوبرا والباليه

يرجع تاريخ الأوبرا في أذربيجان إلى حقبة الإمبراطورية الروسية في القرن التاسع عشر.

## التاريخ

### القرن التاسع عشر ومطلع القرن العشرين: الإمبراطورية الروسية
يرتبط ظهور الأوبرا والباليه في أذربيجان إلى الحقبة الإمبراطورية الروسية في التاريخ الأذربيجاني، وذلك مع انفتاح أذربيجان على التقاليد الموسيقية الأوروبية. وقد أقيم أول عرض أوبرالي معروف في مدينة باكو في مايو 1889، وهو أوبرا «قبر أسكولد» لألكسي فيرستوفسكي، التي عُرضت في ميدان السيرك في باكو (الموقع الذي يحتله حاليًا متحف السجاد في أذربيجان).
في مطلع القرن العشرين، قامت فرق الأوبرا بجولات سنوية في باكو (ما عدا سنتي 1901 و1913)، وكان من أعضائها عدد من أبرز مغني الأوبرا في ذلك الوقت، أمثال أنطونيا ناجدانوفا وناتاليا إرمولنكو-يوجينا.
وقد شهدت سنة 1911 بناء مسرح الأوبرا.

### القرن العشرون: الأوبرا الأذربيجانية

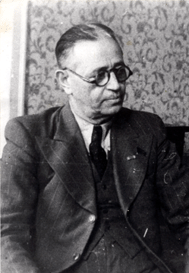
عزير حاجبايوف، مؤسس الأوبرا في أذربيجان

في سنة 1908، كان العرض الأول لأوبرا ليلى ومجنون لعزير حاجبايوف، التي كانت أول عمل أوبرالي ليس في أذربيجان وحدها، بل في العالم الإسلامي بأسره. ثم تلتها أوبرات «الشيخ سنان» (1909) و«رستم وسهراب» (1910) و«شاه عباس وخورشيد بانو» (1912) و«أصلي وكرم» (1912) و«هارون وليلى» (1915)، والأخيرة كُتبت لكنها لم تُعرض قط. ومن أكثر أوبريتات حاجيبايوف شعبية الكوميديا الموسيقية «بائع القماش المتجول»، التي كُتبت سنة 1913، وهي أكثر أعمال حاجيبايوف شهرة في الاتحاد السوفييتي السابق، وقد تُرجمت إلى اللغات الروسية والتترية والجغتائية والفارسية والتركية عقب عرضها الأول سنة 1913، ثم تُرجمت لاحقًا إلى البولندية والبلغارية والصينية والعربية والفرنسية وغيرها.
في سنة 1921، صار حاجيبايوف عضوًا بمجلس تطوير المسارح الأذربيجانية، فأسهم في ترقية الفنون المسرحية في أذربيجان. وفي سنة 1925، دمج حاجيبايوف فرقتي الأوبرا الروسية والأذربيجانية في فرقة واحدة، وفي سنة 1932، كتب حاجيبايوف أوبرا كوروغلو، التي كان عرضها الأول سنة 1937.
وفي سنة 1935 ألف مسلم ماقوماييف أوبرا «نرجس»، وألف راينهولد غليير أوبرا «شاه صنم». وقد حفز نجاح هذين العملين غيرهما من المؤلفين الموسيقيين على تأليف الأوبرات، فشهدت أربعينيات القرن العشرين تأليف أوبرات «خسرو وشيرين» لنيازي، و«وطن» لجودت حجييف وقار قاراييف، و«نظامي» لأفراسياب بادلبيلي وعرضها. وقد عُرضت أوبرا «سفيل» لفكرت عميروف لأول مرة سنة 1953، وأعيد عرضها في شكل جديد سنة 1998.
في سنة 1972، كانت شفيقة أخوندوفا أول مؤلفة موسيقية أذربيجانية وأول مؤلفة موسيقية في العالم الإسلامي تؤلف أوبرا. وقد شهدت مسرح أكاديمية دولة أذربيجان للأوبرا والباليه عرض أوبرات لعدد من المؤلفين الأذربيجانيين، أمثال أخوندوفا (غالين غاياسي) وسليمان ألأسغاروف («بهادور وسونا»، و«زهور ذاوية») وجهانكير جهانكيروف («حياة ملحن»، و«آزاد») وواصف أديغوزالوف («الموتى») ورامز مصطفييف، وذاكر باقروف، ونديم عليفرديبايوف، وغيرهم.

## أوبرا المقام

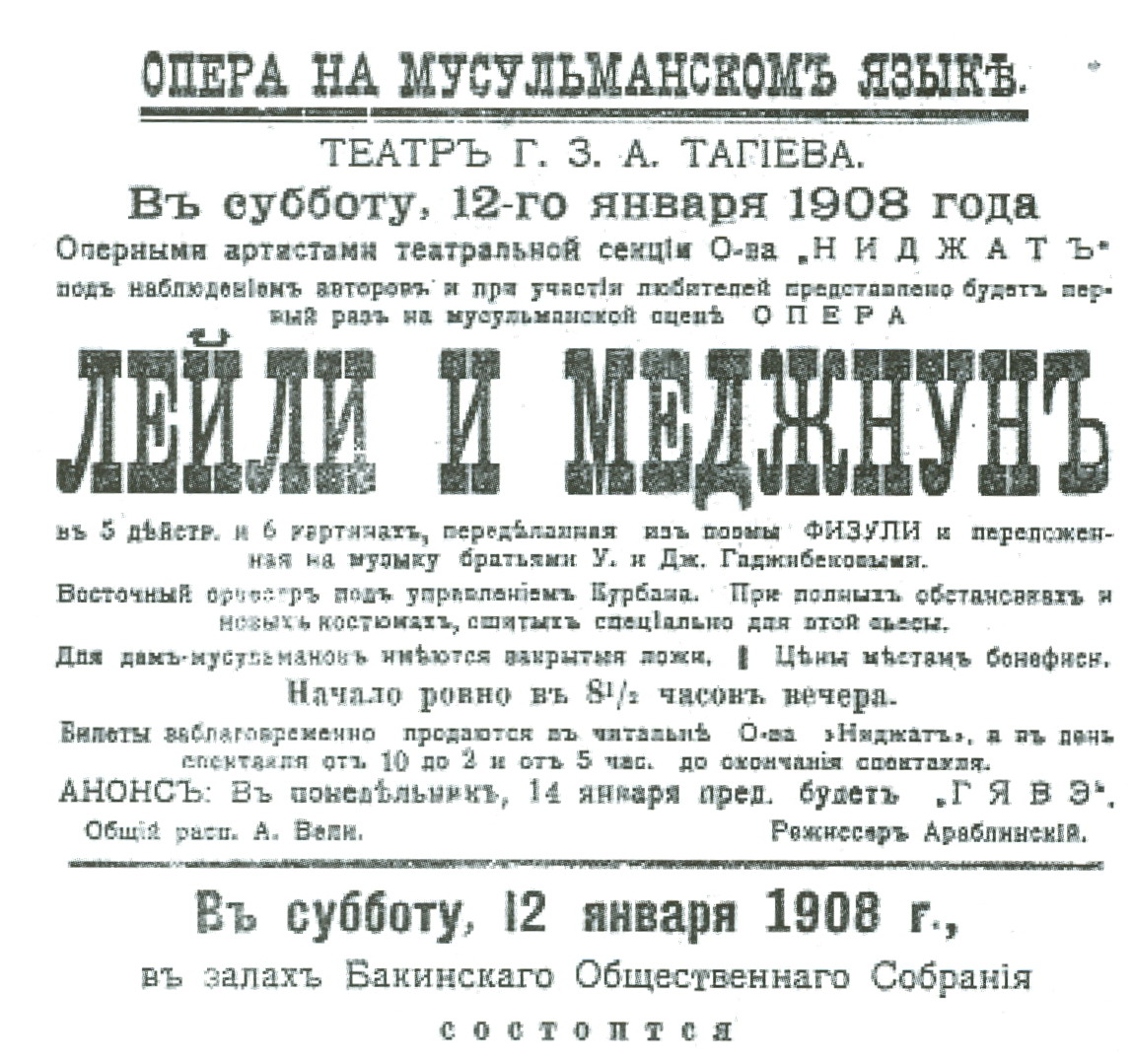
عزير حاجبكوف، الملصق الأول لأوبرا "ليلى ومجنون"، باكو، 1908.

في 12 يناير 1908، عُرضت أول أوبرا مقام في مسرح زين العابدين طاغييف، وهي أوبرا ليلى ومجنون، التي لاقت نجاحًا عظيمًا. وقد دُمجت في هذه الأوبرا قصة كلاسيكية شهيرة ومقام. ومن أشهر أمثلة هذا اللون الأوبرالي كل من «عاشق غريب» لزولفوقار حجيبايوف (1916) و«شاه إسماعيل» لمسلم ماقوماييف (1916)، وقد نهج هذا النهج عدد من المؤلفين الموسيقيين في النصف الثاني من القرن العشرين، أمثال شفيقا أخوندوفا وجهانكير جهانكيروف.

## من أشهر مغني الأوبرا في أذربيجان
من أبرز مغني الأوبرا في أذربيجان منذ بدايتها إلى عصرنا هذا:
- بولبول
- حسينقولو سارابسكي
- حقيقت رضاييفا
- خورامان قاسيموفا
- روبابة مورادوفا
- رشيد بهبودوف
- زينب خانلاروفا
- شوكات ممادوفا
- فاطمة مختاروفا
- فرانكيز أحمدوفا
- فيدان قاسيموفا
- لطفي يار إيمانوف
- مسلم ماقوماييف
- مانسوم إبراهيموف